# كومك كافلكيد
كومك كافلكيد (بالإنجليزية: Comic Cavalcade)‏ هي أنثولوجيا قصص مصورة تم نشرتها بواسطة دي سي كومكس من سنة 1942 إلى 1954 وصدر منها 109 أعداد. كان محور القصة هو كل من المرأة المعجزة الفانوس الأخضر والبرق. عمل عليها كتاب مثل بيل فينغر وغاردنر فوكس.